# Buchenroedera glabrescens
Buchenroedera glabrescens là một loài thực vật có hoa trong họ Đậu. Loài này được Dummer mô tả khoa học đầu tiên.